# Philip van Dijk
Philip van Dijk dit le Petit Van Dyck est un peintre et marchand d'art néerlandais, né à Oud-Beijerland le 10 janvier 1683 et mort à La Haye le 2 février 1753.  

## Biographie et œuvre
Van Dijk a été baptisé à Oud-Beijerland le 31 janvier 1683. Il était le fils du vendeur de tissus Adriaan Jacobs van Dijk et d'Elisabeth Melsse van Wijngaarden. Il a été formé comme peintre par Arnold Boonen à Amsterdam et par Adriaen van der Werff à Rotterdam. En plus d'être peintre et dessinateur, Van Dijk était également marchand d'art. De 1726 à 1736, il fut peintre de la cour du landgrave Guillaume VIII de Hesse à Cassel. Après 1747, il devient peintre de la cour du prince Guillaume IV d'Orange. Il était membre de la guilde des peintres de Saint-Luc à Middelbourg et de la confrérie Pictura à La Haye.  
En plus des peintures, Van Dijk a également peint des miniatures et peint des décors intérieurs. Il peint des portraits, des scènes historiques et allégoriques et des scènes de genre. Il a formé divers peintres et dessinateurs, tels que Jan Augustini, J.H. Bernards, P.M. Brasser, Jan George Freezen, Philip van de Linden van Dijk, Louis de Moni et Hendrik Pothoven. Ce dernier a réalisé un portrait de lui comme étude préliminaire pour une estampe de Jacob Houbraken.  
Van Dijk épousa Geertruyd van Beekhuysen le 5 décembre 1708. Il décède en février 1753 à l'âge de 70 ans. Quelques mois après sa mort, sa collection de tableaux est mise aux enchères. La collection de peintures de sa femme a également été vendue aux enchères dix ans plus tard, après sa mort en 1763. 
Le musée du Louvre conserve deux tableaux de lui : Sara présentant Agar à Abraham et Abraham renvoyant Agar et son fils Ismaël. 

Le musée National de Varsovie conserve Femme et violoniste, longtemps attribué par erreur à Caspar Netscher. 

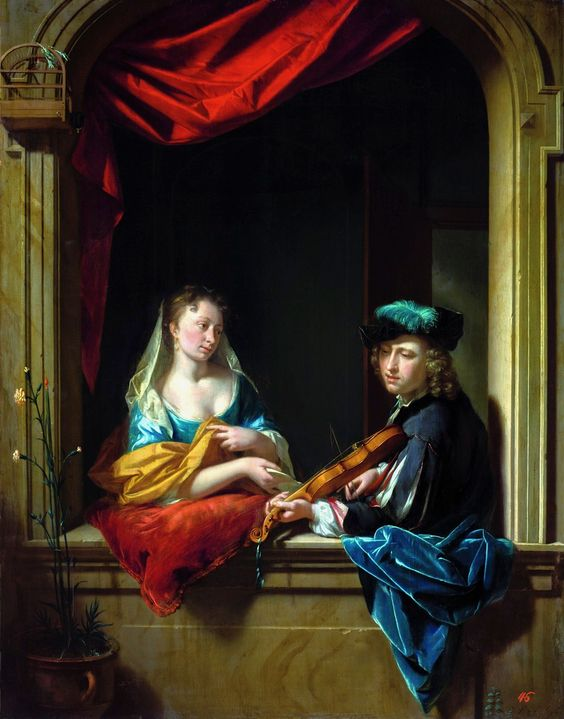

La Galerij Prins Willem V de La Haye expose sa Dame à sa toilette (1720) et Judith et Holopherne (1726).

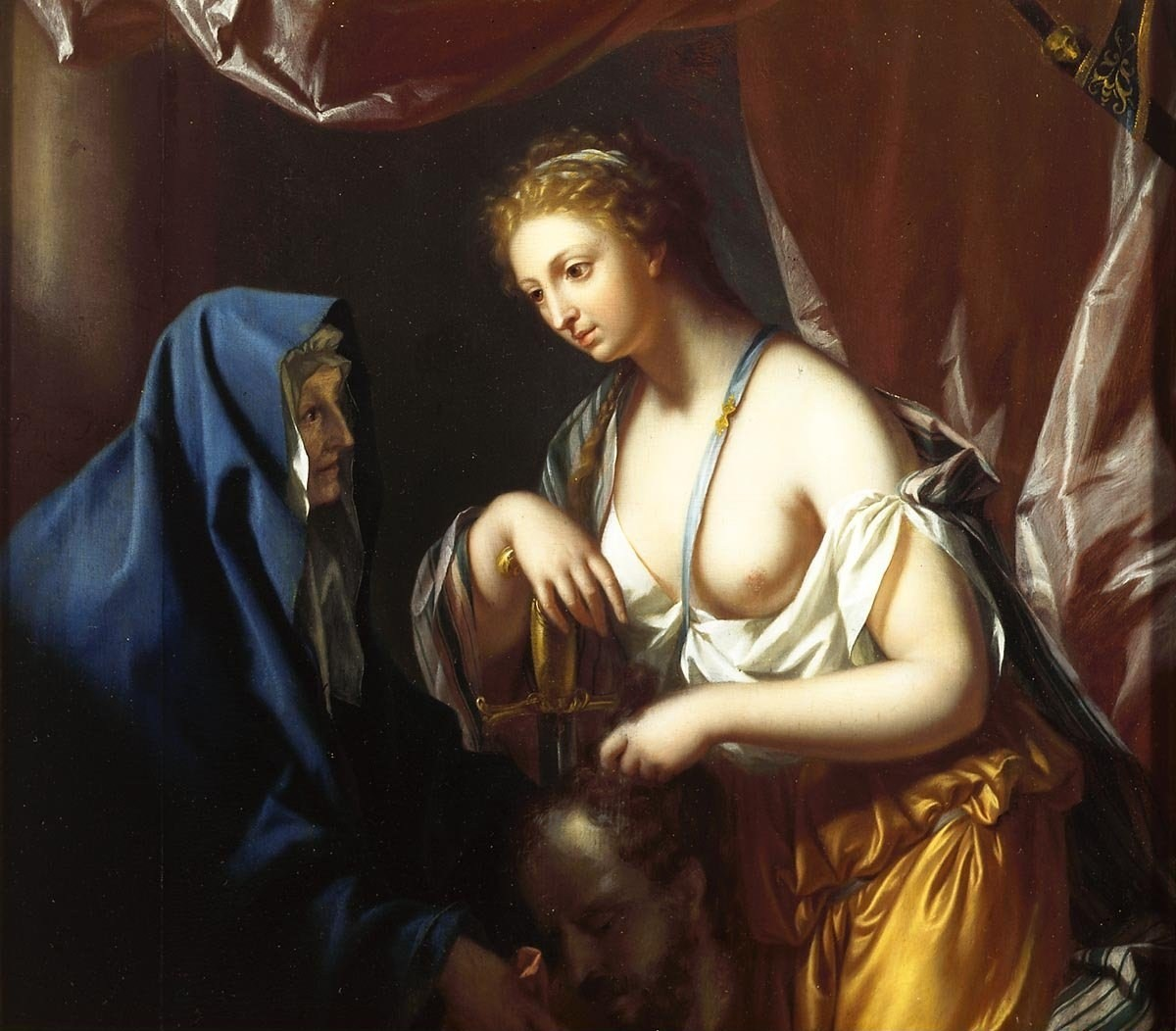
Judith et Holopherne